# Ԥ
Ԥ, ԥ – litera rozszerzonej cyrylicy, wykorzystywana w alfabecie abchaskim, w którym oznacza dźwięk [pʰ], tj. spółgłoskę zwartą dwuwargową bezdźwięczną z przydechem. Dawniej zamiast niej stosowana była litera Ҧ.

## Kodowanie
| Znak                   | Ԥ                                         | Ԥ                                         | ԥ                                       | ԥ                                       |
| ---------------------- | ----------------------------------------- | ----------------------------------------- | --------------------------------------- | --------------------------------------- |
| Nazwa w Unikodzie      | Cyrillic Capital Letter Pe with Descender | Cyrillic Capital Letter Pe with Descender | Cyrillic Small Letter Pe with Descender | Cyrillic Small Letter Pe with Descender |
| Kodowanie              | dziesiątkowo                              | szesnastkowo                              | dziesiątkowo                            | szesnastkowo                            |
| Unicode                | 1316                                      | U+0524                                    | 1317                                    | U+0525                                  |
| UTF-8                  | 212 164                                   | d4 a4                                     | 212 165                                 | d4 a5                                   |
| Odwołania znakowe SGML | &#1316;                                   | &#x0524;                                  | &#1317;                                 | &#x0525;                                |